# Чепни затварач
Чепни затварач (енгл. Bolt action), широко коришћена врста затварача, део ватреног оружја којим се затвара цев са задње стране, ради опаљења метка, спречавања изласка барутних гасова за време проласка зрна кроз цев, извлачења и избацивања празне чахуре, и убацивања новог метка. Чепни затварач користи се код пушака острагуша, спорометних и репетирки, које се пуне кроз отвор на задњем крају цеви, који се назива барутна комора (енгл. breech/chamber). Носач затварача налази се непосредно иза цеви (барутне коморе) и назива се сандук пушке.

## Механизам дејства
Немачки пушкар Јохан Николас Драјзе конструисао је 1838. прву модерну пушку острагушу која је ушла у масовну употребу - такозвану иглењачу Драјзе. Драјзе је усавршио идеју Швајцарца Самуела Паулија, који је направио сједињени метак (зрно и барутно пуњење) у папирној чахури, којој је додао месингано дно са капислом, и конструисао пушку острагушу са преклапајућим затварачем, у чијем се телу налазила игла са опругом за опаљење метка ударом у капислу. Користећи се идејом опаљења сједињеног метка са капислом ударном иглом, Драјзе је 1838. конструисао острагушу са цилиндричним клизећим затварачем, који се ручицом покретао у сандуку у правцу осе цеви (напред и назад) и као чеп затварао цев (отуда каснији назив чепни затварач). Брављење (чврсто спајање са сандуком) вршило се окретањем тела затварача удесно за четвртину круга. Делови за опаљивање (ударна игла и опруга) били су у телу затварача. Опруга ударне игле аутоматски се запињала при затварању затварача. Затварач Француза Антоана Шаспоа (Antoine Chassepot), творца истоимене француске пушке, био је сличан Драјзеовом, само је имао краћу иглу.
После појаве металне чахуре и сједињеног метка (1860), развој затварача кренуо је брже. Разликују се три врсте: у виду поклопца, масивни и у облику чепа. Чепни (цилиндрични) затварач система Драјзе (нем. Dreyse) и Шаспо (франц. Chassepot) дао је најбоље резултате, па је, с извесним допунама (Немац Паул Маузер (1868) и Аустријанац Фердинанд Манлихер (1888) усавршили су брављење) остао у употреби до данас.

## Типови

### Обртночепни затварач
Обртночепни затварач (енгл. Rotating bolt), чију је основну верзију конструисао Драјзе још 1838. и који се од тада непрестано усавршава и широко користи. Ручица овог типа затварача обично није на крају тела затварача, и мора се окренути за четвртину круга удесно да би се затварач забравио, а улево да би се одбравио, пре повлачења затварача.

### Правочепни затварач
Правочепни (пружночепни) затварач (енгл. Straight-pull bolt), затварач у облику чепа који се отвара и затвара простим повлачењем у правцу осе цеви, без окретања затварача. Овакви затварачи увек имају ручицу на задњем крају. Такав затварач имале су ране пушке система Манлихер (Манлихер М1886, М1888, М1890 и М1895. Каснији модели пушака Манлихер имали су обртно-чепни затварач.